# Чифлик (Видинская область)
Чифлик (болг. Чифлик) — село в Болгарии. Находится в Видинской области, входит в общину Белоградчик. Население составляет 109 человек.

## Политическая ситуация
Чифлик подчиняется непосредственно общине и не имеет своего кмета.
Кмет (мэр) общины Белоградчик — Емил Евгениев Цанков (независимый) по результатам выборов в правление общины.